# Моштени (Моштени)
Моштени (рум. Moșteni) насеље је у Румунији у округу Телеорман у општини Моштени. Oпштина се налази на надморској висини од 99 m.

## Становништво
Према подацима из 2002. године у насељу је живело 1729 становника, од којих су сви румунске националности.